# 王镕
王镕（873年—921年），回紇人，唐朝末年五代十国初期成德节度使、赵王。年少繼位，為人有智謀，周旋於汴州節度使朱温、河東節度使李克用等大諸侯之間，晚年喜好方士長生不老之術，建造府邸、园林，在当时首屈一指。政务皆交由行军司马李蔼、牙将李弘规处置，自己则深居不出。藩政凋敝，被義子王德明兵變所殺。

## 生平
883年，其父王景崇死后，王镕继立。娶李全义女为妻。
李克用东征河北，王镕求救于幽州节度使李匡威：李匡威領兵來救，但匡威因曾強佔弟媳，被弟弟李匡筹兵變驅逐。匡威投靠王镕，王镕待如义父，但匡威后来想奪取成德，事發，被十七岁的王镕杀死。
失去了幽州的外援，王镕归顺李克用。朱温北征后，王镕又归顺朱温。朱温建立后梁，封王镕为赵王。在朱溫企圖用詐術，奪取王鎔跟義武節度使王處直的領土之後，王镕又归顺李存勗，一起消灭了刘守光。之后与李存勖宴会时，王镕提出想见一见曾多年为敌的刘氏父子，李存勖就让刘守光和刘守光的父亲前节度使刘仁恭一起上桌吃饭。
王镕晚年好信佛求仙，“宴安既久，惑於左道，專求長生之要。常聚緇黃，合煉仙丹，……道士王若訥者，誘鎔登山臨水，訪求仙跡，每一出，數月方歸，百姓勞弊”，信任宦官石希蒙。王镕方结束游玩，希蒙便劝他再去其他地方，行军司马李蔼、牙将李弘规于是发动哗变，在其面前杀死了石希蒙，王镕又让长子副大使王昭祚和义子王德明（张文礼）杀死了李蔼、李弘规，并族灭其家。随后委任政事于其子昭祚。王镕失去了军心。921年，王德明发动兵变，正在焚香的王镕被斩首，王昭祚也被斩首，一家被滅族，约十日后王镕妻赵国夫人李氏也遇害，只有王镕幼子王昭诲逃出。
感激王家的士兵發覺昭诲，讓昭诲假裝剃髮出家，得救。後周顯德時，昭诲當到了少府監，保全了王家一脈香火。

## 延伸阅读
[在维基数据编辑]
 《新唐書·卷211》，出自《新唐書》
 《舊五代史·卷54》，出自薛居正《舊五代史》
 《新五代史·卷39》，出自歐陽修《新五代史》